# Edward Herbert Thompson
Edward Herbert Thompson (28 septembre 1857 - 11 mai 1935) est un archéologue américain et consul au Yucatán (Mexique). Il consacre une grande partie de sa carrière à l’étude de la civilisation maya.

## Biographie
Edward H. Thompson naît à Worcester dans le Massachusetts le 28 septembre 1857.
En 1879, Popular Science Monthly publie un article intitulé Atlantis Not a Myth où Thomson soutient que les civilisations indigènes d'Amérique du Nord et d'Amérique centrale pourraient être des vestiges du continent perdu de l'Atlantide. L'article attire l'attention de Stephen Salisbury III, un riche habitant de Worcester, mayaniste et principal bienfaiteur de l'American Antiquarian Society. Avec le révérend Edward Everett Hale et le sénateur du Massachusetts George Frisbie Hoar, celui-ci convainc Thompson de s'installer au Yucatán pour explorer les ruines mayas et lui obtient une charge de consul des États-Unis. 
Thompson arrive à Mérida en 1885 et s'y installe pour quarante ans. Il apprend l'espagnol et la langue maya yucatèque.
Il effectue des premières fouilles sur plusieurs sites de la région maya Puuc, notamment Loltun et Labná. Il publie notamment une monographie sur les conteneurs souterrains de stockage de ce site, connus sous le nom de chultunes. Il découvre et fouille un petit site qu'il appelle X'Kichmook.
Il réalise une série de moulages en plâtre de sculptures et d'architecture mayas, notamment d'Uxmal et de Labná, exposés à l'Exposition universelle colombienne de Chicago en 1893.
Avec l'aide d'Alison Armour, Thompson achète en 1894 la plantation qui comprend le site de Chichen Itza. Il y reconstruit la hacienda qui avait été détruite lors de la guerre des castes du Yucatán. Il consacre trente années à explorer le site, pour le compte du musée Field, de l'American Antiquarian Society, du musée Peabody d'ethnologie, de l'université de Harvard et d'autres commanditaires. Au nombre de ses découvertes figurent la plus ancienne gravure datée sur un linteau du temple de la série initiale et la fouille de plusieurs tombes dans l'osario (temple du grand prêtre).
Thompson est surtout connu pour la drague le Cénote sacré de 1904 à 1911 : il en extrait des artefacts en or, en cuivre et en jade sculpté, ainsi que les tout premiers exemples de ce que l'on croyait être des tissus et des armes en bois mayas précolombiens. Il expédie la majeure partie de ces objets au musée Peabody. 
En 1926, le gouvernement mexicain saisit sa plantation, l'accusant d'avoir enlevé les artefacts illégalement. 
Il meurt à Plainfield dans le New Jersey le 11 mai 1935 : la hacienda Chichen revient donc à ses héritiers.